# Občina Grad
Občina Grad je ena od občin v Republiki Sloveniji na goričkem delu Prekmurja.

## Zgodovina občine Grad

### Obdobje 1848-1918
V obdobje marčne revolucije leta 1848, so se pojavile zahteve po zemljiški odvezi ter samostojnem položaju občin. Oktroirana marčna ustava, katero je sprejel takratni cesar Franc Jožef, je posegala tudi v temeljne ureditve občin. Vse do sprejetja nove ustave, so obstajale katastrske občine in okraji, po novi ustavi so tako občine postale samostojne in samoupravne enote prvostopenjske oblasti.
Ustava iz leta 1849 je določila, da ima vsaka občina pravico:
- Volitev svojih predstavnikov
- Sprejema novih članov v občino
- Samostojnega opravljanja svojih nalog
- Javno predstaviti svoje gospodarjenje
- Javnega delovanja svojih predstavnikov

Občine so s to ustavo tako postale temelj za izgradnjo takratne državne ureditve. Zakon, ki pa je urejal njihovo delovanje je bil izdan 17. Marca 1849. Imenovani tudi provizorični občinski zakon je določal, da je temelj svobodne države svobodna občina. Ta zakon je izdal grof Stadion, notranji minister in nosilec upravnih sprememb Habsburškega cesarstva. Že konec leta 1951 je cesar Franc Jožef razveljavil marčno ustavo in hkrati je vlada s kabinetnim pismom določila »Načela za organizacijske uredbe v kronovinah avstrijskega cesarstva« Ta načela so uvedla strogo centralistično absolutistično oblast, s katerim so občine izgubile bistvo svoje samostojnosti. Takšna ureditev je veljala vse do ustave iz leta 1861. Ustava iz leta 1867 imenovana tudi decembrska ustava je vso občinsko zakonodajo prepustila deželnim zborom. Avstrija tako dobi upravno strukturo občin , katera se obdrži vse do razpada Avstro-Ogrske. Ureditev občin v Ogrskem delu skupne države, se je bistveno razlikovala od ureditve v Avstrijskem delu monarhije. Samo Prekmurje je bilo razdeljeno na županijo Železna in Zala, ki sta svoja sedeža imeli izven matičnega slovenskega ozemlja. Nižje stopnje so bile samoupravne, višje pa državne. Stična točka obeh ravni oblasti so bile županije, ki jih je vodil veliki župan. Občine so bile razdeljene med majhne in velike. Medtem, ko so velike lahko vzdrževale svoje zaposlene, majhne tega niso zmogle, zato so imele zaposlene samo notarja.
Upravna ureditev občin v Ogrski, je bila urejena po zakonu o municipijih, ki je izšel leta 1886. Osnovna ureditev je bila municipijska samouprava, na čelu katere je bil veliki župan. V vseh Ogrskih občinah so poleg občinskega odbora imeli še občinsko predstojništvo. Območje Prekmurja, je tako v času Avstro-Ogrske imelo 174 občin. Te so znotraj okrajnega glavarstva predstavljale majhne občine in taka je bila tudi občina Grad.

### Prva Jugoslavija
Upravna ureditev Avstro-Ogrske, se je s prihodom Kraljevine Slovencev, Hrvatov in Srbov spremenila. Deželna samouprava je bila ukinjena, njeno vlogo pa je prevzela državna oblast. Narodna vlada je razpustila občinske odbore ter na njihovo mesto imenovala nove organe(gerenti, sosveti, komisarji, prisedniki). To je bilo obdobje, ko je na Slovenskem bila dosežena najvišja stopnja samoupravnosti v zgodovini Slovencev. V tem času smo Slovenci prvič odločali o svojem političnem, nacionalnem, kulturnem, gospodarskem in državnem življenju. Mirovna pogajanja udeleženk prve svetovne vojne, so s Trianonsko pogodbo, Prekmurje priključile k matičnemu narodu, torej Kraljevini SHS. Tako so vse Prekmurske občine vključno z Občino Grad prišle pod jugoslovansko upravno ureditev. Kraljevina SHS je bila centralistična in z njo je bila samouprava zmanjšana. Ustava Srbov, Hrvatov in Slovencev (Vidovdanska ustava), ki jo je prestolonaslednik Aleksander razglasil 28. avgusta 1921, je področje lokalne samouprave obravnavala v okviru VIII. Oddelka- Upravna oblast. Ustava je določala, da se uprava izvršuje po oblasteh, okrožjih, srezih ali okrajih in občinah, ustanovljena pa je bila še občinska, sreska in oblastna samouprava. Ustava je tudi določala, da se uprava deli na državno in samoupravno področje. Upravno oblast sta poleg ustave, urejala še Zakona o oblastni in sreski samoupravi ter o obči upravi, ki so ju sprejeli marca 1922. Lokalna samouprava je imela kot nalogo: upravljati z lastnim premoženjem in financami, gradbeništvom, naloge s področja javnih del prometa, skrb za pospeševanje kmetijskih panog ter skrb za zdravstvo, in izobraževanje. Zakon iz leta 1922 lokalna samouprava dobila v pristojnost tudi podpiranje obrti, industrije in zadružništva, pospeševanje pomorskega ribištva, zbiranje in urejanje statističnih podatkov za potrebe oblastne samouprave, ter skrb za gospodarstvo in kulturo. Državna oblast v Sloveniji je bila razdeljena med Ljubljano in Mariborom ter kot nalogo je imela kontrolirati lokalno samoupravo.
Občina grad ter s tem tudi celotno Prekmurje, je bilo vključeno v Mariborsko oblast. Sestavljali so jo mesta Celje, Maribor in Ptuj; politični okraji Ljutomer, Maribor, Prevalje, Ptuj, Konjice, Slovenjgradec; sodni okraji Kozje, Celje, Vransko, Gornji grad, Šmarje; občina Sv. Rupert iz laškega sodnega okraja; občine Motnik, Trojane in Špitalič iz kamniškega političnega okraja; Prekmurje in Medjimurje. Občina Grad je prišla pod srez Murska Sobota, kjer je bil tudi sedež sodnega okraja.
Število Prekmurskih občin je ostalo enako, kot v času Avstro-Ogrske. Okraj Murske Sobote je leta 1921 imel 92.295 prebivalcev, od tega jih je v občini Grad (Gornja Lendava) živelo 1.077 prebivalcev.[:Slika:///C:/Users/Damijan/Desktop/Lokalna samouprava.docx# ftn6 [6]] V vsej Sloveniji razen Prekmurja, so po zakonu o volitvah v občinska zastopstva, volitve izpeljali. V Prekmurju so prvič volil v letu 1927. Zaradi političnih spopadov leta 1929 je kralj Aleksander razveljavil vidovdansko ustavo in uvedel diktaturo. Kralj je tako postal edini nosilec oblasti v državi. Samostojne so ostale le, katere pa je nadziral ban. Občina Grad je spadala v srez Murska Sobota ter tako v Dravsko banovino. Občino Grad tako lahko zasledimo v krajevnem leksikonu Dravske banovine, kjer je opisana takole: »Vas na križišču ban. Cest, ki drže proti Črnelavcem, Pertoči in Boreči. Največji kraj s. Prekmurja; prijazna lega v dolini ob Gračkem potoku in deloma nad velikimi cestnimi serpentinami na griču. Ilovnat in kamenit svet, srednje rodovitno. Kmetijstvo, precejšna obrt in trgovina. Sadje, predvsem izvrstna jabolka. Ugodno za čebelarstvo. Neznatno pridelovanje vina. Prostrani gozdovi (bor, smreka, bukev, hrast). Žagarstvo. Košarstvo za domače potrebe. V spodnjem delu vasi kamnolom. V zgornjem delu lep grad s slikovitim parkom. Gostilna s prenočiščem. Zaradi zdravega podnebja in lepih gozdnih sprehodov pripraven kraj za letovišče. Lepi senčni sprehodi. Izletna točka: tromejnik.«
Leto 1933 je prelomno v razvoju občin. Sprejet je bil nov zakon, ki občine opredeljuje kot gospodarske in naravne enote, katere zavzemajo določen del ozemlja in morajo imeti najmanj 3000 prebivalcev. Podatki o popisu prebivalstva iz leta 1931 kažejo, da je v srezu Murska Sobota živelo 52.597 prebivalcev. V sami občini Grad pa je prebivalo 1.020.
Zakon je dovoljeval tudi združevanje občin, na željo občinskih odborov ali na zahtevo večine volivcev. Možna je bila tudi ustanovitev nove občine prav tako na željo večine volivcev. Vse spremembe pa je moral potrditi tudi kralj. V občino Grad(Gornja Lendava so se takrat združile Občina Gornja Lendava, Kovačevci, Kruplivnik, Vidonci in Trdkova. Po zakonu iz leta 1933 je vsaka občina morala imeti 3000 ljudi. Občina Grad je tako imela leta 3.440 prebivalcev, od tega jih je po posameznih vaseh živelo: Gornja Lendava 1.020, Kruplivnik 462, Kovačevci 243, Trdkova 846 in v Vidoncih 869.
Zakon iz leta 1933 je tako privedel do konkretnega zmanjšanja števila občin. V srezu Murska Sobota se je število občin zmanjšalo iz 122 na 12. K zmanjšanju števila občin, je vodilo dejstvo da so te občine bile premajhne in največkrat so obsegale eno katastrsko občino. Po statističnih podatkih Dravske banovine je 1. julija 1939 v okraju Murska Sobota na površini 596,26 km2 živelo 52.597 prebivalcev. Od tega jih je v Občini Grad živelo 4368 prebivalcev.

### Druga svetovna vojna
Tekom druge svetovne vojne so Prekmurje zasedli Madžari in v dveh upravnih vojaških enotah uvedli vojaško oblast. V teh okvirih so delovali tudi odseki za industrijo, kmetijstvo zdravstvo ter propagando. Za vodenje teh odsekov so bili določeni zaupniki s širokimi pooblastili. Madžarske oblasti so Prekmurje upravno razdelile podobno kot je bilo vse do leta 1919. Murskosoboški okraj so priključili Železni župniji, dolnjelendavski okraj pa k Zalski županiji. Avgusta leta 1941 je vojaško oblast zamenjala civilna in na čelu okrajev postavila dva madžarska glavarja. Takšno stanje se je ohranilo vse do jeseni 1943, ko je Hitler prevzel Madžarsko.

### Občina v času socializma
Ljudska republika Slovenija je leta 1947 dobila svojo prvo ustavo, katera je štela Slovenijo v Federativno ljudsko republiko Jugoslavijo. Ustava je določala, da vsa oblast v LR Sloveniji pripada ljudstvu in ljudstvo svojo oblast izvršuje po tajno izvoljenih predstavniških organih torej ljudskih odborih. Ti odbori so voljeni po neposredni, splošni in enaki volilni pravici. V ustavi je bilo zapisano, da so predstavniki državne oblasti odgovorni vsem svojim volivcem. Predviden je tudi njihov odpoklic. Zaradi takratne ideologije je v ustavi zapisano, da je izhaja iz tesne povezanosti med ljudstvom in ustavo: »vsa oblast je ljudska, je ena in enotna – to je ljudska«. Ustava je opredeljevala tudi upravnopravno razdelitev LR Slovenije in sicer v poglavju: »Organi državne oblasti upravnoteritorialnih enot«. Ustava je kot upravnoteritorialne enote določila kraje, okraje, mesta in mestne četrti, organi državne oblasti so pa postali ljudski odbori. Ti. so bili izvoljeni po neposredni, enaki in splošni volilni pravici.V letu 1948 je prišel v veljavo nov zakon, s katerim je bila Slovenija razdeljena na 29 okrajev in 1264 krajev. Ljubljana pa je postala glavno mesto. V letu 1952 je prišlo do velikih sprememb v teritorialni razdelitvi LR Slovenije. Aprila istega leta je bil sprejet zakon, kateri je Ozemlje Slovenije razdelil na mesta, okraje in občine. Ta zakon je občino obravnaval kot institucijo lokalne teritorialne enote. Naziv mesta je dobila Ljubljana ter Maribor in Celje. Število občin se je ustavilo pri 386, te a so bile v 19 okrajih. Okraj Murska Sobota je tako leta 1952 imel 22 občin z 93.888 prebivalci. Od tega jih je v občini Grad živelo 4.284 prebivalcev.
Zvezni in republiški zakoni so ljudske odbore pooblastili, da izvršujejo zakone. Občinski odbor je tako moral poskrbet za socialni, gospodarski, kulturni in komunalni razvoj občine. V pristojnosti ljudskih odborov je bil tudi nadzor nad poslovanjem z ljudskim premoženjem, kar jim je dalo pomembno ekonomsko pravico. Ljudski odbor je tako potrjeval proračun, mestni ter okrajni odbor pa sta bila še zadolžena za družbeni plan.Upravna ureditev občin je doživela prelomnico v letu 1955, ko je prišlo do vzpostavitve komunalnega sistema. Občina je tako dobila položaj komune. Ta ideološko poimenovana komuna, sicer povzeta po delih Marxa in Engelsa naj bi predstavljala celico bodoče socialistične družbe. Komuna naj bi predstavljala obliko skupnega življenja, katera ni zasnovana na politični in ekonomski dominaciji. Komuna tako predstavlja politično in družbenoekonomsko enoto, v kateri so občani in proizvajalci povezani. Občina je v širšem smislu predstavljala skupnost ljudi, ki na določenem teritoriju izvršujejo in upravljajo družbene zadeve. Leta 1955 je Jugoslavija na zvezni ravni sprejela nov zakon o občinah in okrajih. V Sloveniji se je tako število okrajev reduciralo na 11 in ti so bili razdeljeni na 130 občin. Okraj Murska Sobota je tako skupaj predstavljalo 10 občin s 132.800 prebivalci. Delež prebivalcev v občini Grad pa je takrat predstavljal 8.300 prebivalcev.
Glavne značilnosti tako imenovanega komunalnega sistema je bila decentralizacija in povečanje zakonske pristojnosti občin, zmanjšanje števila okrajev in občin ter finančna krepitev občin. Število občin se je v letu 1960 zmanjšalo na 83. Tako je v okraju Murska Sobota ostalo samo 6 občin. Leta 1964 je bil sprejet nov zakon, ki je Slovenijo razdelil na štiri okraje z 62 občinami. Občina Grad je prišla v okraj Maribor, skupaj s 15 občinami in v občino Murska Sobota s 62.567 prebivalci.
Leta 1974 je izšla nova ustava, katera je krajevno skupnost postavila kot temelj socialističnega samoupravljanja. Grad je takrat še spadal pod občino Murska Sobota v kateri je bilo 42 krajevnih skupnosti. Med te je tudi spadal Grad. Delovanje komunalnih občin je pokazalo njene slabosti tako, da so leta 1980 z zakonom ustanovil 3 nove občine.V samem Prekmurju pa ni prišlo do sprememb vse do leta 1994, ko so potekale preureditve občin.

### Republika Slovenija
Nova država je prinesla novo ustavo, po kateri je nastala osnova za samoupravo zahodnoevropskega tipa. Osamosvojitev je prinesla novo nalogo in to je bila vzpostavitev lokalne samouprave. To je bila najzahtevnejša in najpomembnejša naloga po osamosvojitvi. V Sloveniji smo tako sprejeli zakonodajo, katera bo sledila Evropski listini lokalne samouprave. V letu 1993 smo dobili zakon o lokalni samoupravi in leto kasneje še zakon o referendumu o lokalnih volitvah.
V letu 1994 je državni zbor sprejel Zakon o referendumu za ustanovitev občin. Zakon je predvideval dva modela za ustanovitev posameznih občin: ali bi imela Slovenija po novem 163 občin z minimalno 5000 prebivalci, ali pa bi ustanovili 239 občin z minimalno 3000 prebivalci. Na seli dne 25.4.1994 so odločili, da bo referendum izveden na 340 referendumskih območjih. Tudi Grad se je omenjal kot občina. Zakon o ustanovitvi občin iz oktobra 1994 je določil 147 novih občin, od tega 11 mestnih. Po novem zakonu je Grad prišel pod občino Kuzma.Državni zbor je na zahtevo ustavnega sodišča sprejel spremembe in dopolnitve zakona o lokalni samoupravi. Dopolnila zakona so obravnavala potrebe in interese prebivalcev, katere mora vsaka občina izpolnjevati. Te naloge so: popolna osnovna šola (osnovnošolsko izobraževanje), primarno zdravstveno varstvo občanov (imeti mora torej zdravstveni dom ali zdravstveno postajo), preskrbo z življenjskimi potrebščinami (imeti mora trgovino z živili ali z mešanim blagom), komunalno opremljenost (pitna voda, odvajanje in čiščenje odpadnih voda, oskrba z električno energijo), poštne storitve, banko ali hranilnico, knjižnico (splošno ali šolsko) in prostore za upravno dejavnost lokalnih skupnosti. Občina naj bi imela vsaj 5000 prebivalcev; zaradi geografskih, obmejnih, narodnostnih, zgodovinskih in gospodarskih razlogov pa jih ima lahko tudi manj.
Leta 1996 je bil sprejet Zakon o postopku za ustanovitev občin ter določitev njihovih območij. Ta zakon je omogočal, da so v letu 1998 ustanovili še 45 novih občin. Takrat je tudi Grad postal ločena občina od občine Kuzma. Tako je Grad postal občina z naslednjimi vasmi: Dolnji Slaveči, Grad, Kovačevci, Kruplivnik, Motovilci, Radovci in Vidonci. 
Z Uredbo vlade Republike Slovenije, dne 9. oktober 2003, je območje občina del zavarovanega območja narave Krajinski park Goričko in od leta 2004 del varovane narave v omrežja Natura 2000 v Evropski uniji. V gradu pri Gradu je sedež uprave, Javni zavod Krajinski park Goričko. 

## Grb občine Grad
Do konca 2005. leta občina še ni imela tovrstnih simbolov. Po potrebi rabi zgodovinski grb družine Széchy, ki je vladala v gradu od XIV. stoletja.

## Naselja v občini
Dolnji Slaveči, Grad, Kovačevci, Kruplivnik, Motovilci, Radovci, Vidonci.

## Naravne danosti
Od naravnih danosti občine Grad je najznačilnejša ta, da je to območje večinoma vulkanskega izvora, kjer se pojavljajo bazaltni tufi in kjer so vulkanski izbruhi pepela in kamenja ustvarili razgibane reliefe. S slemen se razsprostirajo razgledi na bližnjo in daljno okolico, vse do mariborskega Pohorja.

## Znane osebnosti in občine
- Seznam osebnosti iz Občine Grad

## Statistični podatki
Občina grad je ostala v sestavi kot je bila po reorganizaciji občin v letu 1998, ko se je ločila od občine Kuzma. Občina Grad zavzema 37,4 km2 površine in 7 naselij: Dolnji Slaveči, Grad, Kovačevci, Kruplivnik, Motovilci, Radovci in Vidonci. V občini živi okrog 2.400 prebivalcev. V središčnem delu vasi Grad, imenovanem Pörga, je nastanjena občinska uprava v prenovljeni občinski stavbi (nekdanjem zadružnem domu), v kateri so še kulturna dvorana, pošta in matični urad. V Pörgi pa so še ostale ustanove: Osnovna šola Grad, vrtec, lekarna, zdravstveni dom, frizerski salon, zobna ambulanta, pisarna zastopstva zavarovalnice Triglav, župnišče in romarska cerkev Marijinega Vnebovzetja, več gostiln, trgovina z živili, trgovina s kmetijsko mehanizacijo in servisom, nogometno igrišče in bencinska črpalka 7/24 z ročno avtopralnico.